# The Lord of the Rings: Gollum
The Lord of the Rings: Gollum é um jogo eletrônico de ação-aventura desenvolvido pela Daedalic Entertainment e co-publicado pela Daedalic Entertainment e Nacon. É baseado em O Senhor dos Anéis e na franquia Terra Média, e segue o personagem Gollum antes dos eventos de O Senhor dos Anéis e de O Hobbit.  O jogo foi lançado em 25 de maio de 2023 para PC, PlayStation 5, PlayStation 4, Xbox Series X/S e Xbox One, com uma versão física para consoles também disponível.

## Lançamento
The Lord of the Rings: Gollum foi anunciado pela Daedalic Entertainment em março de 2019, com um lançamento previsto para 2021. Com o anúncio do acordo de publicação com a Nacon, o jogo foi adiado para 2022. Posteriormente, foi anunciado na página oficial do jogo no Twitter que os desenvolvedores estão atualmente visando uma data de lançamento para 1 de setembro de 2022 para as plataformas Microsoft Windows, PlayStation 4, PlayStation 5, Xbox One e Xbox Series X/S. O lançamento da versão para Nintendo Switch estava programado para ocorrer em uma data posterior, porém este plano, junto com a ideia de uma sequência direta, foi cancelado.

## Recepção
O jogo foi um fracasso de público e crítica, considerado um dos piores títulos de 2023.